# مدیریت سرمایه تورجی
مدیریت سرمایه تورجی (به انگلیسی: Touradji Capital Management) شرکت سرمایه‌گذاری آمریکایی است، که در زمینه ارائه خدمات مدیریت دارایی، مدیریت سرمایه‌گذاری و مدیریت صندوق‌های سرمایه‌گذاری فعالیت می‌کند. شرکت مدیریت سرمایه تورجی در سال ۲۰۰۵ توسط سرمایه‌گذار آمریکایی ایرانی‌تبار بنام پل تورجی تاسیس شد. دفتر مرکزی این شرکت در ساختمان ۱۰۱ خیابان پارک، در منهتن، نیویورک قرار دارد و دارایی تحت مدیریت آن بالغ بر ۴۰ میلیارد دلار برآورد می‌شود.